# ایسلند
ایسلند (به ایسلندی: Ísland) با نام رسمی جمهوری ایسلند (به ایسلندی: Lýðveldið Ísland) کشور جزیره‌ای در شمال اروپا است جزیره‌ای در شمال اقیانوس اطلس.
پایتخت و بزرگ‌ترین شهر آن ریکیاویک و جمعیت این کشور ۳۹۸,۲۶۶ (۲۰۲۵) نفر است. واحد پول این کشور کرونای ایسلند نام دارد و زبان رسمی آن زبان ایسلندی است. ۹۳٫۳۶ درصد مردم آن را ایسلندی‌ها تشکیل می‌دهند که از تبار ژرمن هستند و مابقی عمدتاً از مهاجران دیگر کشورهای اروپایی هستند. حدود ۸۸ درصد از مردم این کشور مسیحی و بیشترشان پیرو آیین پروتستان هستند.
کشور ایسلند در تاریخ ۱ دسامبر ۱۹۱۸ از دانمارک مستقل شده است.
ایسلند که تا قرن بیستم از فقیرترین کشورهای جهان بود در سال‌های پس از جنگ جهانی دوم با صنعتی کردن ماهیگیری خود و دریافت کمک از طرح مارشال به رفاه دست یافت و توانست در دههٔ ۱۹۹۰ تبدیل به یکی از مرفه‌ترین کشورهای جهان شود و حتی از لحاظ شاخص توسعه انسانی در سال های ۲۰۰۵و۲۰۰۶و۲۰۲۵ رتبهٔ اول را در میان کشورهای جهان به‌دست‌آورد. ایسلند دارای بازاری آزاد است و میزان مالیات در این کشور نسبت به دیگر اعضای سازمان همکاری اقتصادی و توسعه نسبتاً پایین است.ایسلند دارای دولت رفاه هست و همراه با دیگر کشورهای نوردیک و اسکاندیناوی به عنوان یکی از شاد ترین کشورهای دنیا شناخته میشود.
در سال ۲۰۰۸ نظام بانکداری کشور با دشواری عظیمی روبه‌رو شد و این امر به ناآرامی سیاسی انجامید و آثار این بحران هنوز به‌طور کامل رفع نشده است. با این وجود بنا به اعلام سازمان ملل، ایسلند در سال ۲۰۱۱ چهاردهمین کشور توسعه‌یافته در جهان بود.
ایسلند با مساحت ۱۰۳٬۰۷۰ کیلومتر مربع کمی بزرگتر از کره جنوبی است و کناره‌های حاشیه‌ای جزیره در جنوب غرب جزیره ایسلند، دوسوم جمعیت این کشور را در خود جای داده است. زمین این کشور از نظر آتشفشانی و زمین‌شناختی فعال است و در آن آبفشان‌های بسیار یافت می‌شود و انرژی زمین‌گرمایی نیز در بسیاری از نقاط آن در دسترس است.
منطقه ایسلند که کمی پایین‌تر از مدار قطبی واقع شده آب‌وهوای سرد و قطبی دارد ولی حضور جبهه‌هایی از هوای معتدل از سرمای شدید این جزیره کاسته است. منطقه داخلی جزیره بیشتر از فلاتی تشکیل شده که با ماسه‌زارها، کوه‌ها و یخچال‌ها پوشیده شده است. شمار زیادی از رودخانه‌هایی که از این یخچال‌ها سرچشمه می‌گیرند نیز با گذر از زمین‌های پست‌تر به سوی دریا سرازیر می‌شوند.
اسکان دائمی انسان در ایسلند از سال ۸۷۴ آغاز شد یعنی زمانی که اینگولفور آرنارسون، یک رئیس قبیله از نروژ با افراد خود به این جزیره آمده و به‌طور دائمی در آن مستقر شد. پیش از او افراد دیگری به‌طور فصلی و موقت به جزیره ایسلند می‌آمدند.
ایسلند از سال ۱۲۶۲ تا ۱۹۱۸ جزئی از پادشاهی نروژ و پس از آن بخشی از پادشاهی دانمارک بود و در سال ۱۹۱۸ به استقلال رسید. هم‌اینک ایسلند کم‌جمعیت‌ترین کشور عضو پیمان ناتو است و تنها عضو این سازمان است که ارتش دائمی ندارد.
سفارت دانمارک در تهران امور مربوط به صدور روادید ایسلند را انجام می‌دهد. کشور ایسلند عضو اتحاد شنگن می‌باشد.

## تاریخ
کشور ایسلند بیش از هزار سال پیش در دوران اکتشافات وایکینگ‌ها پایه‌ریزی شد و جمعیتی ترکیبی از نورس‌ها و سلت‌ها در آن ساکن شدند.
نخستین کسانی که در ایسلند سکنی گزیدند گروهی از کشیش‌های ایرلندی بودند که در سده‌های هفتم و هشتم میلادی به این جزیره آمدند. این کشیش‌ها اما در سده نهم به‌دست وایکینگ‌ها از ایسلند رانده شدند. وایکینگ‌های نورس (نروژی) در دهه ۸۶۹ میلادی ایسلند را کشف کردند. بر پایه روایات قدیمی، نخستین وایکینگی که ایسلند را کشف کرد مردی بود به نام «نادودور» که در راه رسیدن به جزایر فارو راه خود را گم کرده و پس از مدت زیادی سفر دریایی به ایسلند رسید.
نخستین تلاش وایکینگ‌ها برای سکونت دائمی در ایسلند توسط شخصی به نام فلوکی ویلگروآسون صورت گرفت. او در شمال غرب جزیره به خشکی آمد اما زمستان سخت آن سال حیوانات اهلی همراه او را کشت و او به نروژ بازگشت. «فلوکی ویلگروآسون» کسی بود که نام ایسلند، به معنای «سرزمین یخ» را به این جزیره داد.
مهاجران بعدی با هدف سکونت دائمی از حدود سال ۸۷۱ از نروژ و کوچ‌نشین‌های وایکینگ در جزایر بریتانیا به سوی ایسلند آمدند و فردی نروژی به نام «اینگولفور آرنارسون» آن‌ها را رهبری می‌کرد. آرنارسون با خانواده و برده‌ها و حیوانات خود در ریکیاویک مستقر شد. سفرهای دریانوردان و ماجراجویان نروژی ایسلند، پس از آن باعث رسیدن آنها به گرینلند و سواحل آمریکای شمالی (که اسکاندیناوی‌ها آن را وینلند می‌نامیدند) شد. ایسلند با وجود انزوای جغرافیایی (اسکاتلند، نزدیکترین همسایه اروپایی ایسلند، ۸۰۰ کیلومتر از آن فاصله دارد)، در طول تاریخ خود تا حد زیادی بخشی از تمدن اروپایی باقی مانده است. سرگذشت‌نامه‌های ایسلندی، که بیشتر آنها داستان‌های قهرمانانه مراحل اولیه سکونت در جزیره را بازگو می‌کنند، به‌عنوان یکی از بهترین دستاوردهای ادبی در اروپای قرون وسطی تلقی می‌شود.
در سال ۹۳۰ میلادی جمعیت ایسلند به حدود ۳۰ تا ۴۰ هزار نفر رسید. در این سال نخستین جرگه ریش‌سفیدان این کشور تحت عنوان آلدینگ در محلی به نام دینگوتلیر تشکیل شد و از آن زمان تاکنون پارلمان ایسلند آلدینگ نام دارد.
ایسلند از سال ۱۲۶۲ تا ۱۹۱۸ جزئی از پادشاهی نروژ و پس از آن بخشی از پادشاهی دانمارک بود. ملی‌گرایی ایسلندی در قرن نوزدهم رشد کرد، و در ۱۹۱۸ این کشور از دانمارک مستقل شد. با این حال، دو کشور به واسطهٔ پادشاهی مشترکشان به هم پیوسته بودند. در جنگ جهانی دوم پیوند دانمارک گسسته شد و در ۱۹۴۴ جمهوری اعلام شد. در دهه‌های ۱۹۵۰ و ۱۹۷۰، اختلاف دربارهٔ حق ماهیگیری در آب‌های ساحلی ایسلند منجر به درگیری با نیروی دریایی بریتانیا گشت.
این درگیری‌ها که به جنگ‌های روغن‌ماهی معروف شد سه جنگ را در بر می‌گرفت:
- جنگ اول ۱۹۵۸
- جنگ دوم ۱۹۷۳–۱۹۷۲
- جنگ سوم ۱۹۷۶–۱۹۷۵

## جغرافیا

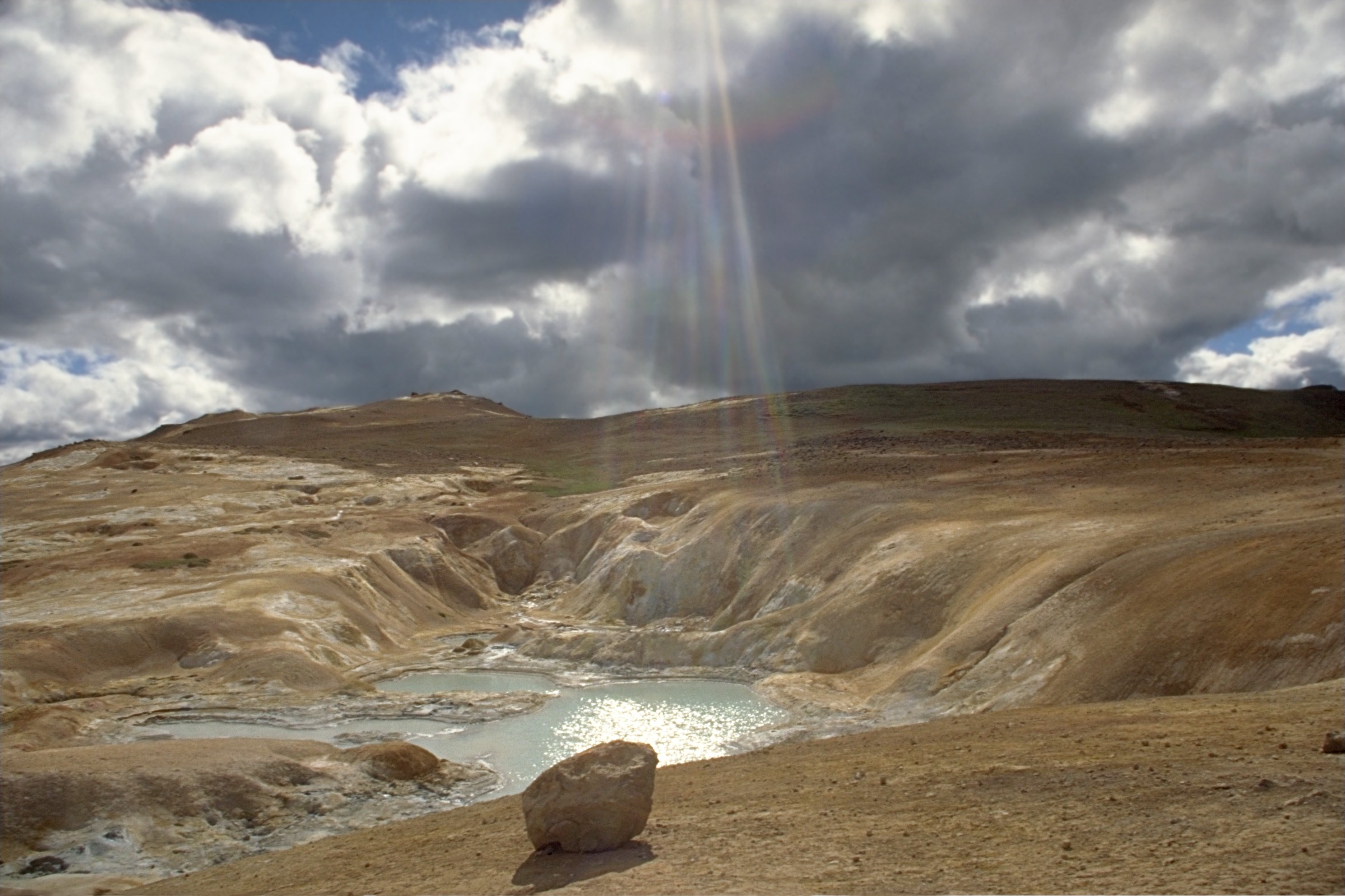
چشمه‌های آبگرم لیرنیوکور (Leirhnjúkur) ایسلند

کشور ایسلند با مساحت ۱۰۲٫۸۱۹ کیلومتر مربع هجدهمین جزیرهٔ بزرگ جهان و دومین جزیرهٔ بزرگ اروپا، پس از جزیره بریتانیا است. این کشور شامل یک جزیرهٔ بزرگ و ۳۰ جزیره کوچک در اقیانوس اطلس شمالی است که اندکی پایین‌تر از مدار شمالگان قرار گرفته‌اند.
فاصله ایسلند به قاره اروپا نزدیک‌تر است تا به آمریکای شمالی و به همین خاطر عموماً از نظر تاریخی، سیاسی، و فرهنگی به عنوان جزیره‌ای اروپایی در نظر گرفته شده است.
فاصلهٔ ایسلند تا نروژ ۹۷۰ کیلومتر، تا اسکاتلند ۷۹۸ کیلومتر و تا گرینلند ۲۸۷ کیلومتر می‌باشد. ایسلند منطقه‌ای آتشفشانی است، که چشمه‌های آب گرم زیادی داشته و پوششی از یخ و خاکسترهای آتشفشانی، سطح جزیره را دربر گرفته است. ایسلند ۴٬۹۷۰ کیلومتر ساحل دارد که شامل شمار زیادی آبدره است و بیشتر سکونتگاه‌های ایسلند نیز در همین آب‌دره‌ها تشکیل شده‌اند.
ایسلند دارای آب و هوای سرد و قطبی است، اما تا حدی تحت تأثیر جبهه‌هایی از هوای معتدل قرار دارد. جریان‌های آب گرم گلف استریم در کرانه‌های جنوبی ایسلند سبب افزایش نسبی دما و جلوگیری از یخبندان‌های گسترده در زمستان می‌شود.
بیش از نیمی از پهناوری جزیرهٔ اصلی ایسلند، فلاتی است که ۴۰۰ متر از سطح دریا بلندی دارد و فاقد پوشش گیاهی چشمگیر است. دوازده درصد پهنهٔ ایسلند پوشیده از یخکوه است، که انباشته‌ای از بارش‌های زمستانی برف در ایسلند هستند. یک دهم رویهٔ ایسلند پوشیده از بقایای فوران‌های آتشفشانی است که در حدود ده هزار سال گذشته روی داده‌اند. ۲۵ آتشفشان فعال در ایسلند وجود دارند که مهم‌ترین آن‌ها عبارتند از: اورائِفا یوکُل (Oraefa Jokull) با بلندی ۲۱۱۹ متر، هِلکا (Helka) با ۱۵۲۰ بلندی متر، و سنائِفِلس یوکُل (Snaefells Jokull) با بلندی ۱۱۴۶ متر. در حدود ۳۰۰ چاه بخار در کشور ایسلند پراکنده هستند که منابع بالقوهٔ زمین‌گرمایی به‌شمار می‌آیند و از آن‌ها برای تولید برق و انرژی گرمایی استفاده می‌شود.
ایسلند دارای نزدیک به ۱۸۰۰ دریاچه است که دریاچهٔ پینگوالاواتن (Pingvallavaten) با پهناوری ۸۴ کیلومتر مربع و ژرفای ۱۱۴ متر بزرگ‌ترین آن‌هاست. همچنین بیش از ۲۵۰ رودخانه در سطح جزیره جریان دارد که طولانی‌ترین آن‌ها رودخانهٔ پیورسا (Pjorsa) با ۲۳۷ کیلومتر طول است.

## تقسیمات کشوری
کشور ایسلند هشت استان دارد:
|     |                   |                   |                 |         |              |
| عدد | نام استان         | نام به ایسلندی    | معنی نام        | جمعیت   | مرکز         |
| ۱   | هوفودبورگارسودید  | Höfuðborgarsvæðið | منطقه پایتختی   | ۲۱۳٬۶۱۹ | ریکیاویک     |
| ۲   | سودورنس           | Suðurnes          | شبه جزیره جنوبی | ۲۲٬۵۰۹  | کِفلاویک      |
| ۳   | وستورلاند         | Vesturland        | سرزمین غرب      | ۱۵٬۷۶۶  | بورگارنس     |
| ۴   | وست‌فیردیر         | Vestfirðir        | آبدره‌های غرب    | ۶٬۸۸۳   | ایسافیوردور  |
| ۵   | نوردورلاند وسترا  | Norðurland vestra | شمالستان غرب    | ۷٬۱۲۸   | سودارکروکور  |
| ۶   | نوردورلاند ایسترا | Norðurland eystra | شمالستان شرق    | ۲۹٬۳۶۱  | آکوریری      |
| ۷   | آستورلاند         | Austurland        | سرزمین شرق      | ۱۲٬۴۵۲  | اگیلس‌استادیر |
| ۸   | سودورلاند         | Suðurland         | سرزمین جنوب     | ۲۴٬۸۱۱  | سلفوس        |

## سیاست

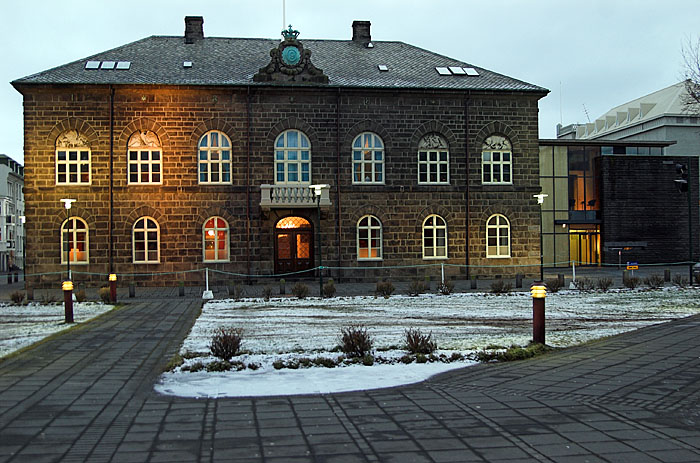
ساختمان پارلمان ایسلند

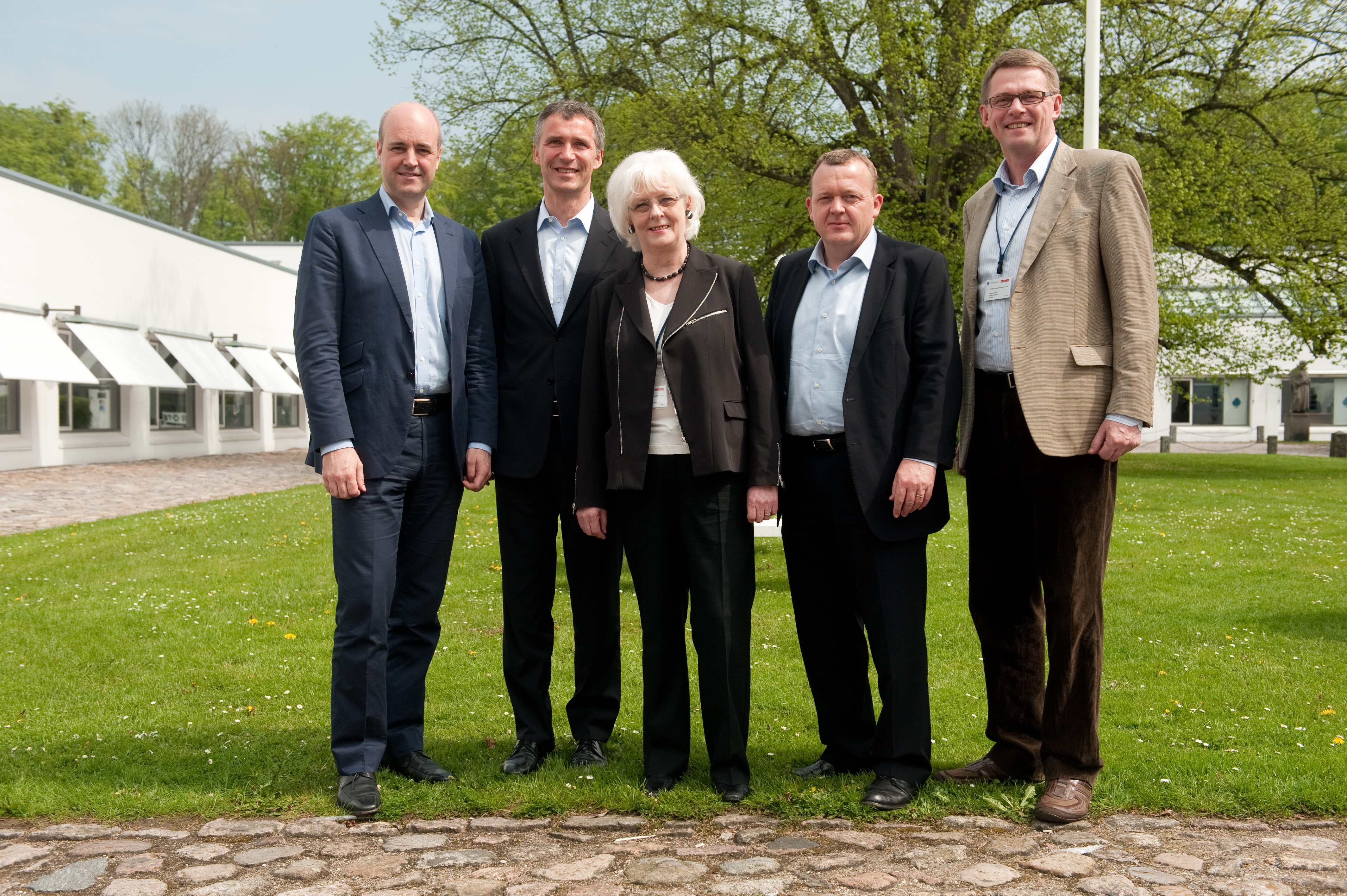
نخست‌وزیرهای کشورهای نوردیک در سال ۲۰۱۰، یوهانا سیگورداردوتیر نخست‌وزیر ایسلند نفر وسط

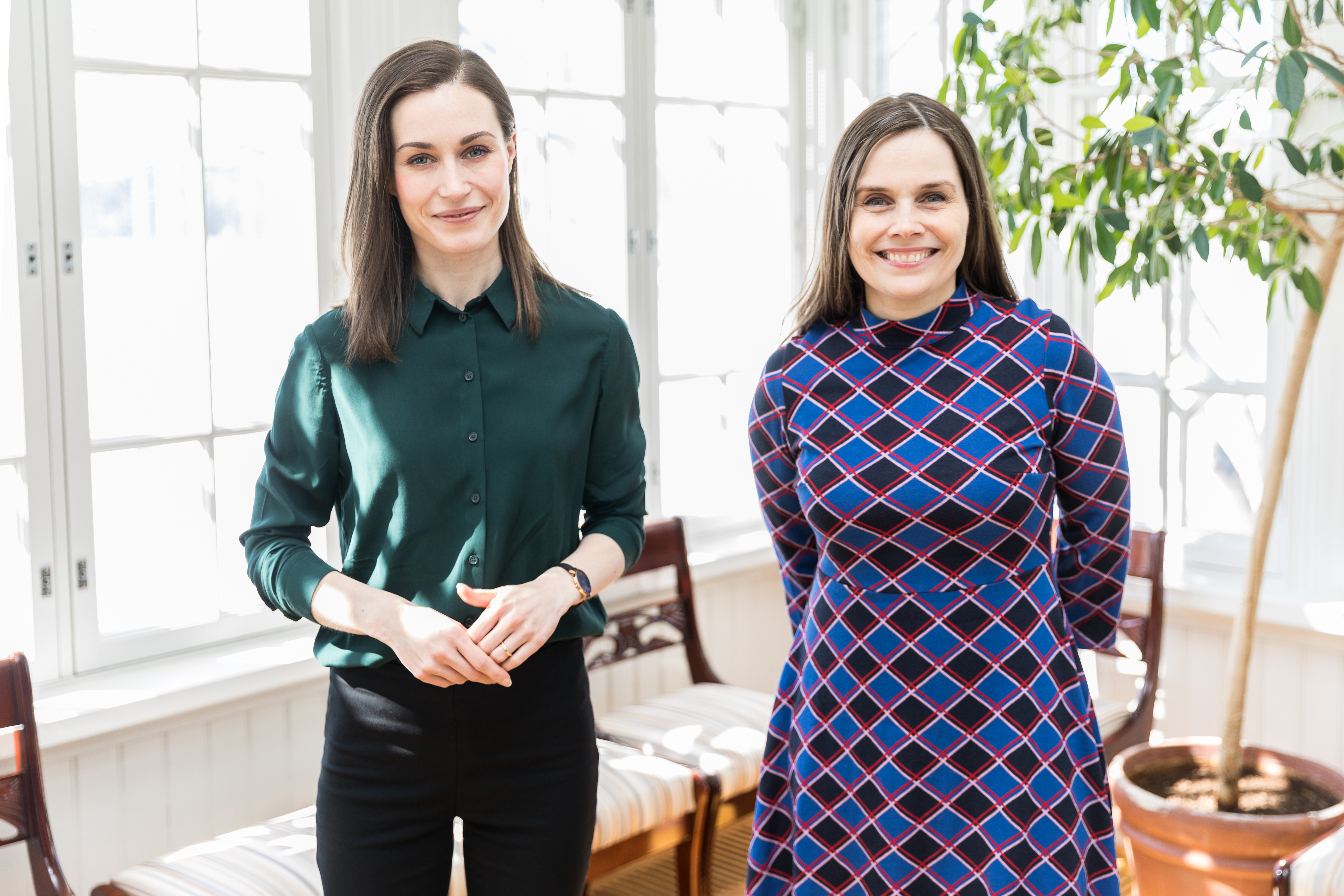
کاترین یاکوبسدوتیر نخست‌وزیر ایسلند و سانا مارین نخست‌وزیر فنلاند

حکومت ایسلند جمهوری پارلمانی ِ با پارلمان تک‌مجلسی است، که نمایندگان آن با رأی مردم برای یک دورهٔ چهارساله انتخاب می‌شوند. این مجلس که به زبان ایسلندی آلثینگی نامیده می‌شود، نخستین بار در سال ۱۸۴۵ میلادی به عنوان یک نهاد مشورتی به پادشاه دانمارک گشایش یافت. پیش از آن بین سال‌های ۹۳۰ تا ۱۷۹۹ میلادی یک مجمع ملی در ایسلند فعالیت می‌کرد و تأسیس السینگ را معمولاً بازگشایی آن مجمع تعبیر می‌کنند. به همین دلیل برخی ایسلند را صاحب «قدیمی‌ترین دمکراسی پارلمانی» دنیا دانسته‌اند.
رئیس کشور ایسلند رئیس‌جمهور است که با رأی مردم برای یک دوره چهارساله انتخاب می‌شود و محدودیتی برای دوره‌های ریاست‌جمهوری او وجود ندارد. البته رئیس‌جمهور بیشتر نقش تشریفاتی دارد و از اختیارات چندانی برخوردار نیست. با این حال قادر است مصوبات مجلس را وتو کرده و آن‌ها را به همه‌پرسی بگذارد. همچنین اگر رهبران احزاب پیروز در انتخابات مجلس نتوانند در یک بازهٔ زمانی مشخص نخست‌وزیر و دیگر اعضای کابینه را تعیین کنند، رئیس‌جمهور خودش کابینه را معرفی می‌کند که این اتفاق از زمان تأسیس جمهوری ایسلند در سال ۱۹۴۴ روی نداده است. حکومت ایسلند همیشه ائتلافی بوده و در طول دوران جمهوری در این کشور هیچگاه حزبی نتوانسته بیش از ۵۰ درصد آرا را به دست آورد و همواره دو یا چند حزب دولتی ائتلافی را تشکیل داده‌اند.
ایسلند نخستین کشوری است که یک حزب کاملاً تشکیل یافته از زنان در آن تأسیس شده است. این حزب «ائتلاف زنان» نام داشت که در سال ۱۹۸۳ با هدف پیشبرد نیازهای سیاسی، اقتصادی و اجتماعی زنان پایه‌گذاری شد و هرچند در سال ۱۹۹۹ به فعالیت خود پایان داد و در ائتلاف سوسیال دمکراتیک ادغام شد اما تأثیر بادوامی بر سپهر سیاسی ایسلند گذارد و باعث افزایش حضور زنان در مجلس این کشور شد. ایسلند همچنین نخستین کشوری است که در سال ۱۹۸۰ یک زن در انتخابات مردمی به عنوان رئیس‌جمهور آن انتخاب شد. ویگدیس فینبوگادوتیر که در این سال رئیس‌جمهور ایسلند شد تا سال ۱۹۹۶ در این مقام باقی ماند.
ایسلند عضو سازمان ملل متحد و ناتو است و دارای روابط دیپلماتیک با تقریباً تمامی کشورهای دنیاست اما به‌طور خاص با کشورهای نوردیک (فنلاند، سوئد، نروژ و دانمارک)، آلمان، ایالات متحده، کانادا و اعضای دیگر ناتو روابط نزدیک دارد. ایسلند عضو اتحادیه اروپا نیست اما در سال ۲۰۰۹ درخواست عضویت در این اتحادیه را ارائه کرد. اما در سال ۲۰۱۳ دو حزب حاکم کشور (حزب مرکزگرای ترقی‌خواه و حزب راست‌گرای استقلال) اعلام کردند که با برگزاری یک همه‌پرسی نظر مردم کشور در مورد عضویت در اتحادیه اروپا را جویا خواهند شد. در ماه مارس ۲۰۱۵ دولت ایسلند بدون ارائه هیچ دلیلی اعلام کرد که دیگر تمایلی برای عضویت در اتحادیه اروپا ندارد.
ایسلند ارتش دائمی ندارد. تا سال ۲۰۰۶ نیروی هوایی آمریکا پایگاهی در این کشور داشت و چهار تا شش هواپیمای رهگیر را در آن مستقر کرده بود. پس از تعطیلی این پایگاه جنگنده‌های ناتو به صورت دوره‌ای مأموریت‌های گشت و مراقبت را در حریم هوایی این کشور انجام می‌دهند. ایسلند در جنگ عراق در سال ۲۰۰۳ مشارکت داشت و یک واحد خنثی‌سازی بمب از گارد ساحلی خود را به عراق اعزام کرد. این کشور در جنگ افغانستان (۲۰۰۱–۲۰۱۴) و بمباران سال ۱۹۹۹ یوگسلاوی نیز مشارکت داشت.
ایسلندی‌ها در سال ۱۹۸۶ میزبان نشست تاریخی ریگان و گورباچف بودند که اهمیت زیادی در پایان دادن به جنگ سرد داشت. بیشتر اختلافات بین‌المللی ایسلند در تاریخ این کشور به مسئله حق ماهیگیری مربوط بوده است.

## اقتصاد
اقتصاد ایسلند برپایهٔ ماهیگیری و صنایع شیلات، کشاورزی، گردشگری و منابع انرژی تجدیدپذیر برق‌آبی و زمین‌گرمایی استوار است. سیب‌زمینی، مهم‌ترین فراوردهٔ کشاورزی ایسلند است. تولید ناخالص داخلی ایسلند، در سال ۲۰۰۷ میلادی، ۱۱٫۸۹ میلیارد دلار می‌باشد که در مقایسه با سال گذشته ۱٫۸ درصد رشد داشته است. صادرات ایسلند، بیشتر شامل ماهی، فلز آلومینیم، فراورده‌های حیوانی و کانی سیلیس است که بیشتر این فراورده‌ها را به کشورهای هلند، بریتانیا، اسپانیا، ایالات متحده و آلمان صادر می‌کند.
و نیز از کشورهای ایالات متحده، آلمان، چین، دانمارک، سوئد، ژاپن و هلند، ماشین‌آلات، فراورده‌های نفتی، مواد خوراکی و پوشاک وارد می‌کند.
ایسلند بالاترین تولید سرانه برق را در بین تمامی کشورهای دنیا دارد و نزدیک به ۱۰۰ درصد برق و ۸۵ درصد کل انرژی مصرفی خود را از منابع انرژی تجدیدپذیر به دست می‌آورد. تقریباً تمام برق کشور در نیروگاه‌های برق‌آبی و زمین‌گرمایی تولید می‌شوند، و ایسلند تنها کشور دنیا در این زمینه است. این کشور مقداری فراورده‌های نفتی را نیز برای حمل و نقل و ناوگان ماهیگیری خود وارد می‌کند. ایسلند یکی از معدود کشورهای دنیاست که توانایی تولید هیدروژن کافی به قیمت قابل قبول را دارد و در آن ایستگاه‌های فروش انرژی هیدروژن برای خودروهایی که از سوخت هیدروژن استفاده می‌کنند، ساخته شده است. از سال ۲۰۱۲ گفتگوهایی بین این کشور و بریتانیا برای برقراری یک خط انتقال برق به منظور صادرات برق این کشور انجام شده است.

## مردم

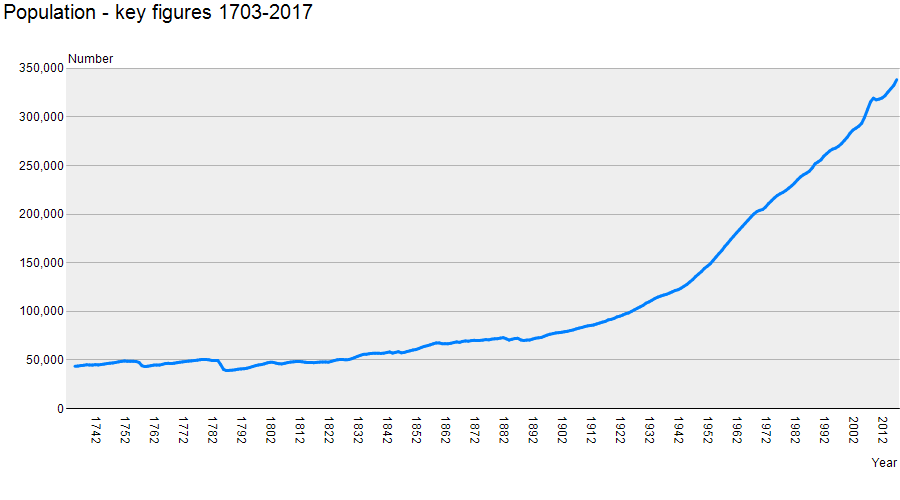
رشد جمعیت در ایسلند ۱۷۰۳–۲۰۱۷ بنا بر آمار ایسلند

بر اساس آمار ۲۰۱۲ کشور ایسلند ۳۱۳٬۳۷۶ نفر جمعیت داشته که میانگین سنی ایشان ۳۴٬۵ سال بوده است. امید به زندگی برای زنان در این کشور ۸۲٫۶۲ سال و برای مردان ۷۸٫۳۳ سال بوده است. هم‌اکنون جمعیت این کشور ۳۵۰۷۱۰ (مارس ۲۰۱۸) نفر است.
ایسلندی‌ها طبق قانون اساسی ایسلند از آزادی دینی برخوردارند گرچه کلیسای ایسلند، که لوتری است، کلیسای رسمی است.
ایسلند کشوری بسیار سکولار است و به عنوان یکی از لیبرال ترین کشورهای جهان شناخته میشود: همچون دیگر کشورهای نوردیک میزان فعالیت مذهبی مردم نسبتاً پایین است.
| دین در ایسلند – ۲۰۱۲   | دین در ایسلند – ۲۰۱۲   | دین در ایسلند – ۲۰۱۲ | دین در ایسلند – ۲۰۱۲ | دین در ایسلند – ۲۰۱۲ |
| ---------------------- | ---------------------- | -------------------- | -------------------- | -------------------- |
| دین                    | دین                    |                      | درصد                 | درصد                 |
| کلیسای پروتستان ایسلند | کلیسای پروتستان ایسلند |                      | ۷۶٫۸۱٪               | ۷۶٫۸۱٪               |
| پروتستانهای دیگر       | پروتستانهای دیگر       |                      | ۵٫۶۹٪                | ۵٫۶۹٪                |
| کاتولیک                | کاتولیک                |                      | ۳٫۲۷٪                | ۳٫۲۷٪                |
| شاخه‌های دیگر مسیحیت    | شاخه‌های دیگر مسیحیت    |                      | ۲٫۲۸٪                | ۲٫۲۸٪                |
| غیرمسیحی               | غیرمسیحی               |                      | ۰٫۹٪                 | ۰٫۹٪                 |
| نامشخص                 | نامشخص                 |                      | ۶٫۱٪                 | ۶٫۱٪                 |
| بی‌دین                  | بی‌دین                  |                      | ۴٫۹۴٪                | ۴٫۹۴٪                |

## فرهنگ

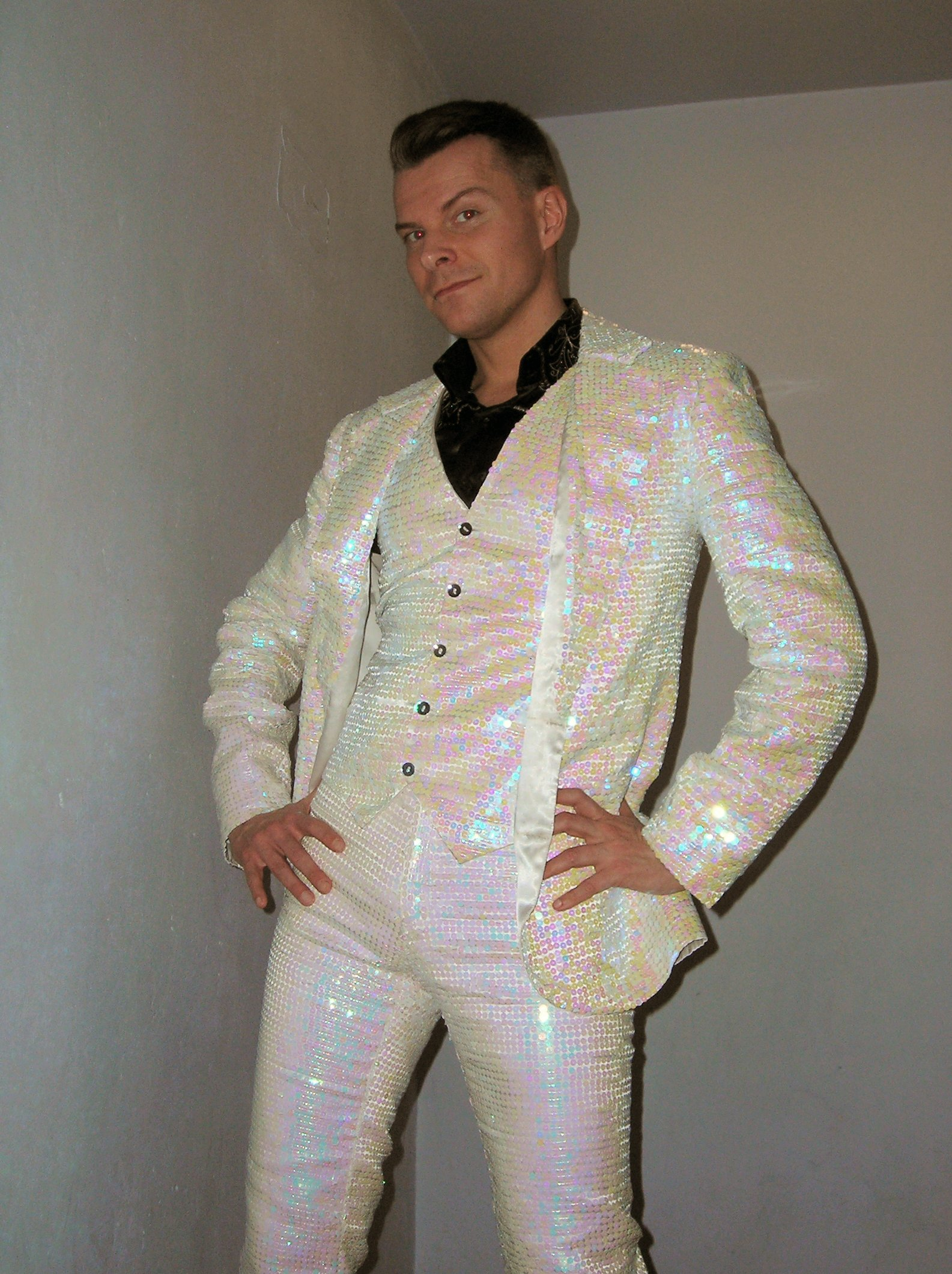
پل اسکار دی‌جی معروف ایسلندی

فرهنگ ایسلند از مهاجران وایکینگ سده نهم این ناحیه سرچشمه می‌گیرد. ایسلندی‌ها به میراث نیاکان وایکینگ خود افتخار می‌کنند و شجره‌نامه بسیاری از آنان به نخستین مهاجران بازمی‌گردد. زبان ایسلندی به زبان وایکینگ‌ها یعنی زبان نورس قدیم نزدیک است و از این‌رو ایسلندی‌ها به راحتی می‌توانند ساگاها – تاریخ و فولکلور مهاجران اولیه ایسلند- که به قرون وسطی تعلق دارند را بخوانند.
دورافتادگی و سده‌ها انزوا باعث شده تا فرهنگ نوردیک این کشور به‌نسبت دست‌نخورده بماند و زبان ایسلندی نیز (به‌جز زبان فاروئی) از دیگر زبان‌های اسکاندیناوی به زبان نورس قدیم نزدیک‌تر باقی مانده است.
ایسلندی‌ها همچنین نسبت به دیگر کشورهای اسکاندیناوی و اروپا اهمیت بیشتری برای استقلال و خودکفایی قائلند؛ در یک نظرسنجی که از سوی کمیسیون اروپایی انجام شد، ۸۵ درصد از ایسلندی‌ها استقلال را «بسیار مهم» توصیف کردند در حالی‌که این درصد برای نروژی‌ها ۴۷ درصد، برای دانمارکی‌ها ۴۹ درصد و میانگین آن در میان کشورهای اتحادیه اروپا ۵۳ درصد بود. ایسلندی‌ها همچنین از تعهد کاری قوی برخوردارند و ساعات کاری روزانه آن‌ها از طولانی‌ترین ساعات کاری در میان کشورهای صنعتی است.
برابری‌خواهی در ایسلند از اهمیت بالایی برخوردار است و اختلاف درآمد و اختلاف طبقاتی در میان مردم آن از پایین‌ترین‌ها در جهان است. برابری میان زنان و مردان نیز در این کشور از وضعیت بسیار خوبی برخوردار است و ایسلند در میان سه کشور برتر در این زمینه است.ایسلند اولین کشوری در جهان بود که در انتخابات دموکراتیک یک زن به ریاست جمهوری رسید.ایسلند در کنار نروژ،دانمارک و فنلاند یکی از پیشروترین کشورها در زمینه حقوق کودکان شناخته میشود به طوری که در سال ۲۰۱۸ ایسلند به عنوان اولین کشور در جهان درخواست طرح ممنوعیت ختنه کودکان را ارائه داد که منجر به مخالفت برخی نمایندگان ایالات متحده آمریکا،جامعه یهودیان و مسلمانان شد تا اینکه دولت ایسلند به دلیل فشار های بین المللی از این تصمیم خودداری کرد.ایسلند یکی از بهترین کشور های جهان در زمینه حقوق افراد ترنس و همجنسگرا شناخته میشود به طوریکه اولین نخست وزیر زن همجنسگرا در تاریخ دنیای مدرن در ایسلند به قدرت رسید.  
بر اساس آمار سال ۲۰۲۴ شاخص صلح جهانی ایسلند با توجه به نداشتن ارتش، آمار ناچیز جرم و جنایت و ثبات قابل توجه سیاسی-اقتصادی مسالمت‌آمیزترین فضا را در بین تمامی کشورهای دنیا داشته است و به امن ترین کشور دنیا شهرت دارد. ایسلند یکی از کشورهاییست که کمترین آمار جرم و جنایت را دارد به‌طوری‌که حتی نیروهای پلیس معمولاً غیر مسلح هستند. در سال ۲۰۱۳ برای اولین بار در تاریخ این کشور شخصی در درگیری مسلحانه با پلیس کشته شد.